# Списък с епизоди на „Триумфът на червилата“
Това е списъкът с епизоди на сериала „Триумфът на червилата“ с оригиналните дати на излъчване в САЩ и България.

## Сезон 1: 2008
| Номер    | Заглавие                        | Първо излъчване в САЩ | Първо излъчване в България |
| -------- | ------------------------------- | --------------------- | -------------------------- |
| 1 (1-01) | Pilot                           | 7 февруари 2008 г.    | 27 декември 2008 г.        |
| 2 (1-02) | Chapter Two: Nothing Sacred     | 14 февруари 2008 г.   | 3 януари 2009 г.           |
| 3 (1-03) | Chapter Three: Pink Poison      | 21 февруари 2008 г.   | 4 януари 2009 г.           |
| 4 (1-04) | Chapter Four: Bombay Highway    | 28 февруари 2008 г.   | 10 януари 2009 г.          |
| 5 (1-05) | Chapter Five: Dressed to Kill   | 6 март 2008 г.        | 11 януари 2009 г.          |
| 6 (1-06) | Chapter Six: Take the High Road | 13 март 2008 г.       | 17 януари 2009 г.          |
| 7 (1-07) | Chapter Seven: Carpe Threesome  | 20 март 2008 г.       | 18 януари 2009 г.          |

## Сезон 2: 2008-2009
| Номер     | Заглавие                                                | Първо излъчване в САЩ | Първо излъчване в България |
| --------- | ------------------------------------------------------- | --------------------- | -------------------------- |
| 8 (2-01)  | Chapter Eight: Pandora's Box                            | 24 септември 2008 г.  | 1 декември 2009 г.         |
| 9 (2-02)  | Chapter Nine: Help!                                     | 1 октомври 2008 г.    | 3 декември 2009 г.         |
| 10 (2-03) | Chapter Ten: Let It Be                                  | 8 октомври 2008 г.    | 4 декември 2009 г.         |
| 11 (2-04) | Chapter Eleven: The F-Word                              | 22 октомври 2008 г.   | 7 декември 2009 г.         |
| 12 (2-05) | Chapter Twelve: Scary, Scary Night!                     | 29 октомври 2008 г.   | 8 декември 2009 г.         |
| 13 (2-06) | Chapter Thirteen: The Lyin', The Bitch and The Wardrobe | 31 октомври 2008 г.   | 9 декември 2009 г.         |
| 14 (2-07) | Chapter Fourteen: Let the Games Begin                   | 7 ноември 2008 г.     | 10 декември 2009 г.        |
| 15 (2-08) | Chapter Fifteen: The Sisterhood of the Traveling Prada  | 14 ноември 2008 г.    | 14 декември 2009 г.        |
| 16 (2-09) | Chapter Sixteen: Thanksgiving                           | 21 ноември 2008 г.    | 15 декември 2009 г.        |
| 17 (2-10) | Chapter Seventeen: Bye, Bye Baby                        | 5 декември 2008 г.    | 16 декември 2009 г.        |
| 18 (2-11) | Chapter Eighteen: Indecent Exposure                     | 12 декември 2008 г.   | 17 декември 2009 г.        |
| 19 (2-12) | Chapter Nineteen: Lovers' Leaps                         | 2 януари 2009 г.      | 18 декември 2009 г.        |
| 20 (2-13) | Chapter Twenty: La Vie En Pose                          | 9 януари 2009 г.      | 21 декември 2009 г.        |